# Attraverso (EP)
| Recensione     | Giudizio |
| -------------- | -------- |
| AllMusicItalia |          |

Attraverso è un EP della cantante italiana Romina Falconi pubblicato il 12 maggio 2014 da JLe Management.

## Tracce
1. Eyeliner (feat. Immanuel Casto) – 2:54
2. Viva lei – 3:48
3. Circe – 4:10
4. Se perdo un amico – 4:21
5. Attraverso – 4:03

Durata totale: 19:16